# Enverdecimiento del desierto

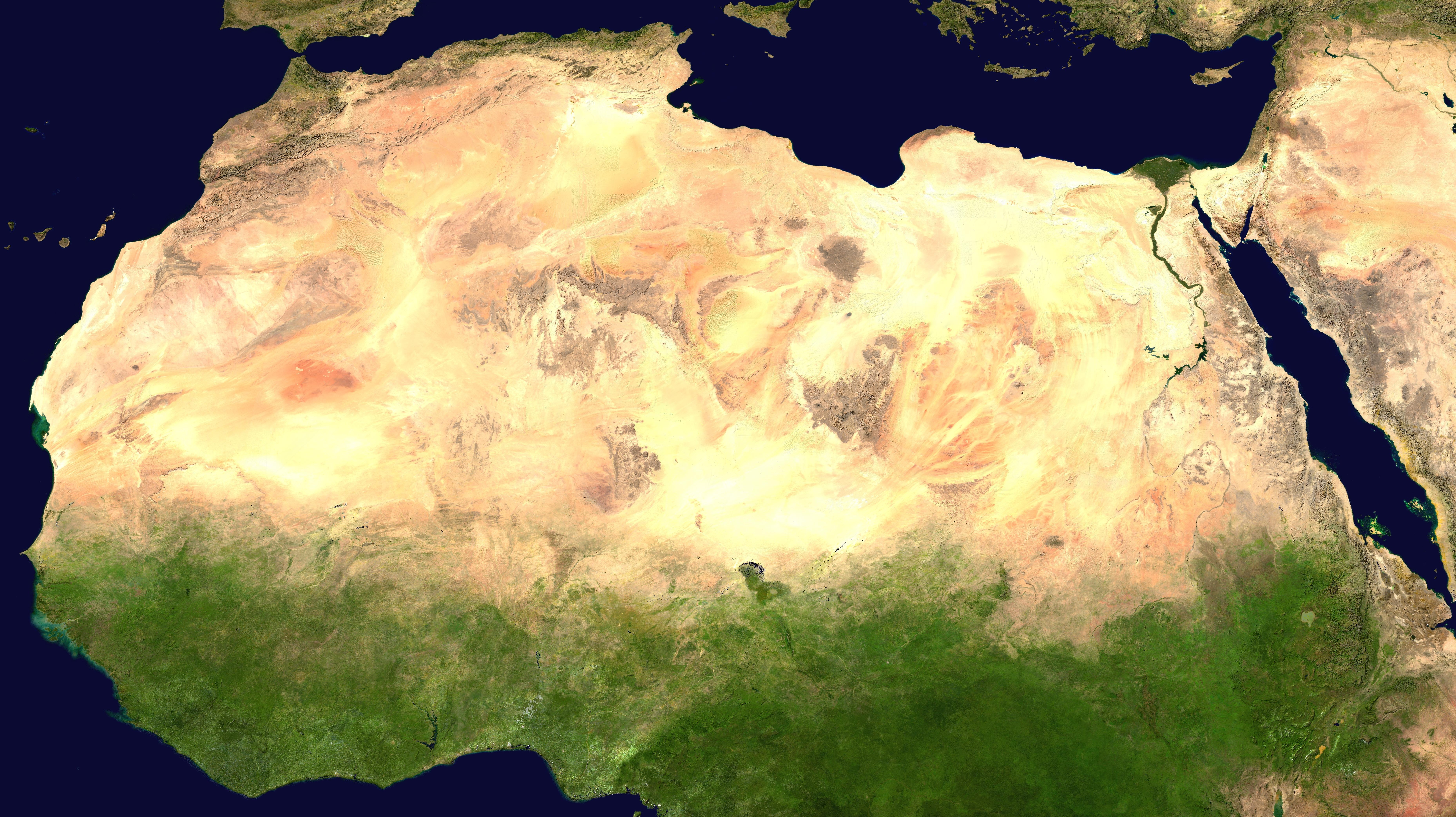
Una imagen satelital del Sahara, el desierto caliente más grande del mundo y el tercer desierto más grande después de la Antártida y el Ártico.

El enverdecimiento del desierto, reverdecimiento del desierto o reverdecer el desierto es el proceso artificial de forestación o revegetación de los desiertos para detener su avance, aprovechar las tierras recobradas para la agricultura y la  silvicultura sostenibles, y recuperar los sistemas de agua natural y otros servicios del ecosistema. El término "reverdecimiento del desierto" puede aplicarse tanto a los desiertos áridos y semiáridos fríos como a los cálidos (consultar el sistema de clasificación climática de Köppen). No se aplica a las regiones cubiertas de hielo o permafrost. Reverdecer los desiertos puede ayudar a paliar las crisis mundiales de agua, energía, alimentos, clima y migración. Se trata de aproximadamente 32 millones de kilómetros cuadrados de tierra.

## Terminología
En inglés se emplea el concepto greening the desert o desert greening. Se traduce de varias manerasː ecologización del desierto (aunque el desierto natural es tan ecológico como la selva; otra cosa es que la acción humana cause desertificación, lo que sí se debe intentar revertir), reverdecimiento del desierto y también enverdecimiento del desierto.
En español existen desde hace muchos años los verbos verdear (tirar a verde, cubrirse de hojas), del que deriva el sustantivo verdeo (recolección de aceitunas inmaduras; verdeamiento no está recogido por la RAE), y reverdecer (cobrar nuevo verdor), del que deriva el sustantivo reverdecimiento, usado generalmente en sentido metafórico. También existe enverdecer, que se emplea en sentido más prácticoː plantar vegetación en entornos áridos.
El término "reverdecer" lleva implícito el significado de que algo vuelva a ser verde. Esto es cierto en el caso del desierto del Sáhara, que hace 5 000 años era 10 veces más húmedo que hoy, y completamente verde, pero una sequía de 1 000 años acabó con esa vegetación. Sin embargo hay desiertos muy antiguos, que no está claro si han sido verdes alguna vez, y que, a pesar de ser desiertos, tienen una fauna y una flora muy ricas.

## Métodos

### Remediación ambiental y silvicultura ecológica
- Plantar árboles (especies pioneras) y plantas que toleran suelos con alto contenido en sal (halófitas), como la Salicornia
- Plantar árboles con tecnologías de recolección de rocío y lluvia como Groasis Waterboxx
- Regeneración de suelos salinos, contaminados o degenerados

### Paisajismo e infraestructura verde
- Ecopaisajismoː métodos de paisajismo que reducen la evaporación, la erosión, la consolidación de la capa superior del suelo, las tormentas de arena y las altas temperaturas
- Retención e infiltración de aguas de inundación (control de inundaciones)[10]

### Agricultura
- Agricultura en el desierto basada en aguas subterráneas fósiles, aunque no sea sostenible
- Regeneración natural gestionada por agricultores
- Agricultura de invernadero
- Gestión holística
- Maricultura tierra adentro[11]
- Pastoreo rotativo intensivo controlado
- Permacultura en general: recolección de agua de lluvia para cultivar comunidades de plantas, policultivo, compostaje o agricultura multitrófica
- Prevención del sobrepastoreo
- Agricultura regenerativa
- Invernaderos de agua de mar y agricultura, por ejemplo, Seawater Foundation o IBTS Greenhouse

### Otros
- Evitación de que los pobladores locales usen leña (arrancando así la escasa vegetación) o carbón vegetal proporcionándoles electricidad para cocinar

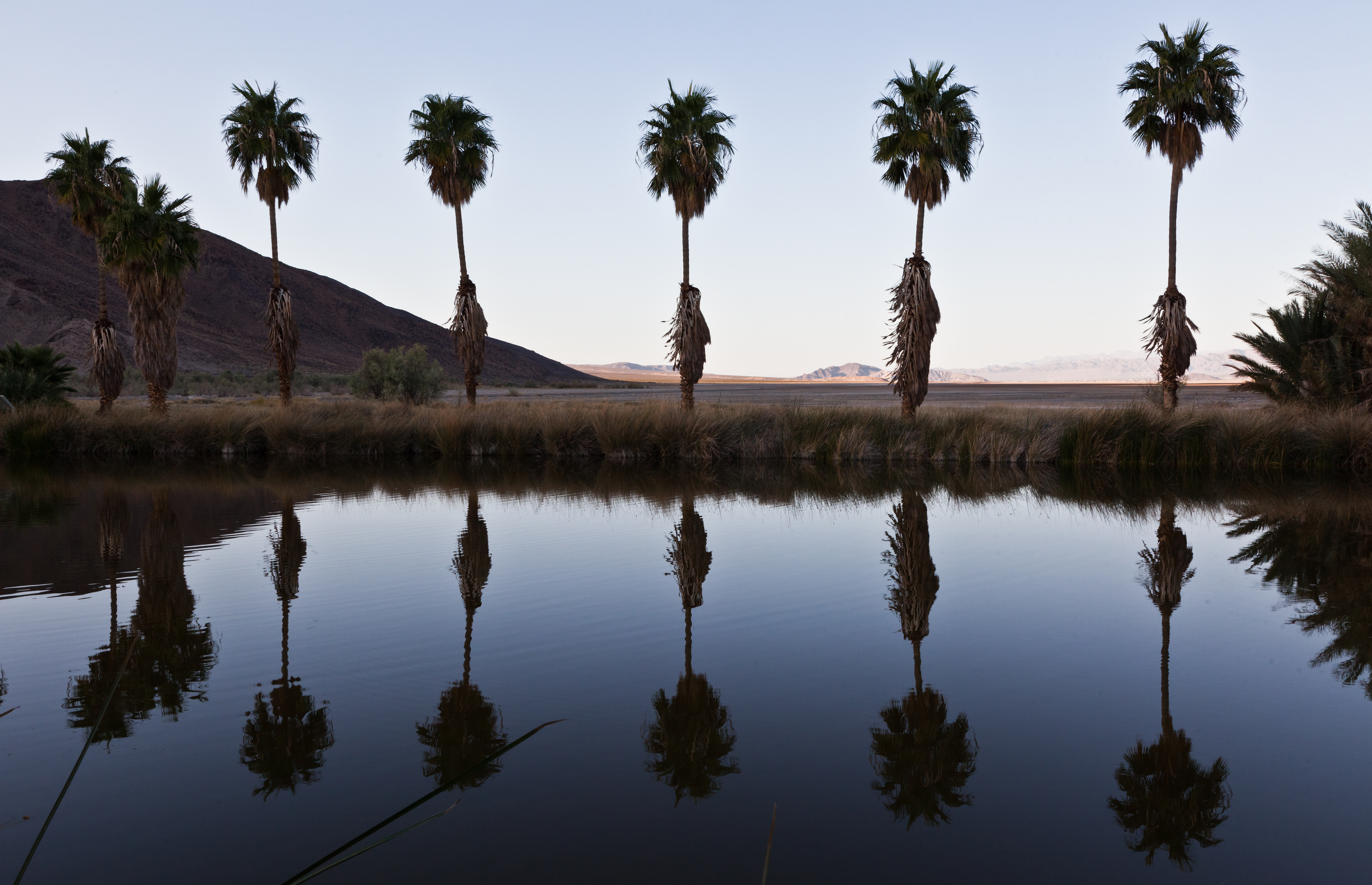
Lago Tuendae, un estanque artificial en el Centro de Estudios del Desierto Zzyzx en el desierto de Mojave

## Agua
El enverdecimiento del desierto depende sustancialmente de la disponibilidad de agua. Si se dispone de suficiente agua dulce, cualquier desierto caliente, frío (pero no helado), arenoso o rocoso se puede reverdecer. El agua puede venir del ahorro, la recolección de agua de lluvia, la desalinización, el uso directo del agua de mar para plantas tolerantes a la sal o ser agua recuperada (también llamada "reutilizada"). 
Cada fuente tiene sus propias características. El ahorro de agua es una solución económica. La recuperación del agua y el cierre de ciclos es lo más eficiente, porque los ciclos cerrados suponen un suministro ilimitado y sostenible. La gestión del agua de lluvia es una solución descentralizada y aplicable para zonas del interior La desalinización de agua de mar es muy segura, siempre que la energía primaria para la operación de la desaladora esté disponible. El uso directo de agua de mar para cultivar, tierra adentro, plantas que la toleran necesita bombear agua desde el nivel del mar y saliniza los suelos.
Un novedoso tipo de desalinización se realiza con el Sahara Forest Project. Este proyecto utiliza alambiques solares para la generación de agua dulce. Otra técnica, de eficacia discutida, es la siembra de nubes, ya sea por medios artificiales o mediante la acción de bacterias sembradoras de nubes que viven en la vegetación (p. Pseudomonas syringae). Otra, la "generación atmosférica de agua" o "agua del aire", utiliza la deshumidificación (el aire siempre contiene un porcentaje de vapor de agua) y es empleada por los militares para la generación de agua potable. Sin embargo, esta tecnología utiliza 200 veces más energía que la desalinización, lo que la hace inadecuada para reverdecer el desierto a gran escala.

### Distribución del agua
Una vez obtenida el agua dulce o de mar, se debe distribuir. Esto se puede hacer utilizando canales excavados o, en algunos casos, acueductos (que son la opción menos atractiva, ya que permiten que se evapore mucha agua), zanjas poco profundas (como las utilizadas en el Proyecto Keita), tuberías de loza (semiabiertas o cerradas) o incluso sistemas subterráneos, es decir, qanāt .
Dependiendo del método de distribución del agua, se puede proporcionar a las plantas de diferentes formas. Una solución costosa (usada solo en tuberías) es el riego por goteo. Otros métodos son el uso de wadis (básicamente estanques en forma de V excavados en la tierra) o simplemente plantar los árboles en agujeros dentro de la propia tubería de agua o sobre ella. Las raíces del árbol pueden succionar el agua directamente de la conducción. Esta técnica se usa en qanāt, hidroponía, etc. Se puede llevar a cabo un procedimiento similar con conducciones semiabiertas (es decir, zanjas cavadas en el Proyecto Keita).

### Efectos secundarios
Sin embargo, el uso del agua no siempre está exento de problemas. El reverdecimiento del desierto por parte del plan de riego de la Autoridad del Valle de Helmand y Arghandab en Afganistán redujo significativamente el agua que fluye desde el río Helmand hacia el lago Hamún y esto, junto con la sequía, se citó como una razón clave del daño severo a la ecología de este lago, mucho del cual ha degenerado desde 1999 de un humedal de importancia internacional a un lago de sal seco.

## Importancia de los árboles
Un componente principal del enverdecimiento del desierto es plantar árboles. Los árboles almacenan agua, inhiben la erosión eólica y pluvial del suelo, elevan el agua de los acuíferos subterráneos, reducen la evaporación después de la lluvia, atraen animales (y, por tanto, fertilidad a través de sus heces), aportan materia orgánica al suelo circundante (hojas caídas, frutos), favorecen el crecimiento de plantas más pequeñas (hierbas, arbustos) que pueden cubrir totalmente el suelo (haciendo que retenga más agua tras fuertes lluvias, y que la pierda más lentamente en períodos secos) y pueden provocar que caiga más lluvia (por la reducción de la temperatura y otros efectos), si el área plantada es lo suficientemente grande.
Algunos de los efectos beneficiosos para el enverdecimiento del desierto que ofrecen los árboles también pueden ser proporcionados por determinados edificios. La sombra de los edificios es un ejemplo de un efecto pasivo. Un ejemplo de un edificio diseñado para ofrecer en el desierto algunos de los efectos beneficiosos de los bosques naturales es el Invernadero IBTS.

## Ejemplos

### China
El Programa Forestal Refugio de los Tres Nortes, también conocido como la "Gran Muralla Verde", es una serie de bosques rompevientos en China diseñados para frenar la expansión del desierto de Gobi y para reducir la incidencia de las tormentas de polvo que durante mucho tiempo han causado problemas en el norte de China, así como para proporcionar madera a la población local. El programa comenzó en 1978 con el objetivo de aumentar la superficie boscosa del norte de China del 5 al 15 %, y está previsto que finalice alrededor de 2050, momento en el que el bosque conseguido medirá 4 500 kilómetros de largo. La cuarta fase del proyecto comenzó en 2003 y consta de 2 partes: el uso de siembra aérea para cubrir amplias franjas de tierra donde el suelo es menos árido y la oferta de incentivos en efectivo a los agricultores para plantar árboles y arbustos en áreas más áridas. También se implementará un sistema de supervisión de 1 200 millones de dólares estadounidenses (que incluye bases de datos de mapeo y vigilancia).
Se planta un cinturón de vegetación tolerante a la arena dispuesta en patrones de tablero de damas para estabilizar las dunas, y una plataforma de grava se dispone junto a la vegetación para retener la arena y fomentar la formación de una capa superior estable. En 2008, las tormentas invernales destruyeron el 10 % de las nuevos bosques plantados, lo que provocó que el Banco Mundial aconsejara a China que se centrara más en la calidad que en la cantidad de las especies utilizadas.
En 2009, los bosques plantados de China cubrían ya más de 500 000 km2, y habían aumentando la cobertura arbórea del 12 al 18 % de la superficie del país. Se consideraba el mayor bosque artificial del mundo. Según Foreign Affairs, el programa consiguió que el modelo económico de la región pasara de la agricultura industrial y el pastoreo, ecológicamente perjudiciales, al ecoturismo, la fruticultura y la silvicultura, beneficiosos para el medio ambiente.
En 2018, la Oficina Nacional de Administración Oceánica y Atmosférica de los Estados Unidos comprobó que el aumento de la cobertura forestal observado por los satélites coincidía con los datos del Gobierno chino. Según Shixiong Cao, ecologista de la Universidad Forestal de Beijing, el Gobierno chino reconoció los problemas de escasez de agua en las regiones áridas y decidió utilizar vegetación con menores necesidades de agua. Zhang Jianlong, jefe del Departamento Forestal, declaró a los medios que el objetivo era mantener la salud de la vegetación y elegir especies de plantas y técnicas de riego adecuadas.
Según el informe de BBC News en 2020, los programas de plantación de árboles de China dieron como resultado una significativa fijación de carbono y ayudaron a la mitigación del cambio climático. Las investigaciones anteriores habían subestimado este beneficio. El programa también revirtió el avance del desierto de Gobi, que creció 10 000 km2 por año en la década de 1980, pero se había reducido más de 2 000 km2 en 2022.

### India
El suelo del desierto de Thar en la India permanece seco durante gran parte del año y es propenso a la erosión. Los vientos de alta velocidad arrastran el suelo del desierto, depositando algo en las tierras fértiles vecinas y provocando dunas de arena móviles dentro del desierto, que entierran vallas y bloquean carreteras y vías férreas. Se puede proporcionar una solución permanente a este problema plantando especies apropiadas en las dunas para evitar que se muevan más y plantando cortavientos y cinturones de protección. Estas soluciones también brindan protección contra vientos calientes o fríos y desecantes, y contra la invasión de arena. El sistema de canales de Rajasthan en la India es el principal sistema de irrigación del desierto de Thar y está destinado a controlar su expansión hacia áreas fértiles.
La prevención de las dunas de arena movedizas se logra mediante plantaciones de Vachellia tortilis (un tipo de acacia de copa muy plana) cerca de la ciudad de Laxmangarh. Hay pocas especies de árboles locales adecuadas para plantar en la región desértica y son de crecimiento lento. La introducción de especies arbóreas exóticas en el desierto para plantaciones se ha vuelto necesaria. Muchas especies de Eucalyptus, Acacia, Cassia y otros géneros de Israel, Australia, EE. UU., Rusia, Zimbabue, Chile, Perú y Sudán se han probado en el desierto de Thar. La Vachellia tortilis ha demostrado ser la especie más prometedora para reverdecer la zona. La jojoba es otra especie prometedora de valor económico que se ha encontrado adecuada para plantar en estas áreas.

### África
La Gran Muralla Verde del Sahara y el Sahel es un proyecto adoptado por la Unión Africana en 2007, concebido inicialmente como una forma de combatir la desertificación en la región del Sahel y frenar la expansión del Sáhara mediante la plantación de un muro de árboles que se extendería por todo el Sahel desde Yibuti (ciudad) hasta Dakar. Las dimensiones originales del "muro" estaban programadas en 15 kilómetros de ancho y 7 775 kilómetros de largo, pero el programa se ha ampliado para abarcar naciones tanto en el norte como en el oeste de África. Desde entonces, el muro verde moderno se ha convertido en un programa que promueve técnicas de  recolección de agua, protección de la vegetación y mejora de los usos del suelo autóctonos, con el objetivo de crear un mosaico de paisajes verdes y productivos en todo el norte de África.
Los objetivos actuales del proyecto son restaurar 100 millones de hectáreas (1 millón de kilómetros cuadrados, algo más de la décima parte del Sahara, que tiene una extensión de 9,4 km2) de tierra degradada, capturar 250 millones de toneladas de dióxido de carbono y crear 10 millones de puestos de trabajo para 2030.
En marzo de 2019 se había completado el 15 % del muro con avances significativos en Nigeria, Senegal y Etiopía. En Senegal se han plantado más de 11 millones de árboles. Nigeria ha restaurado 4,9 millones de hectáreas de tierra degradada y Etiopía ha recuperado 15 millones de hectáreas. El 7 de septiembre de 2020 un informe encargado por la Convención de las Naciones Unidas para Combatir la Desertificación (UNCCD por sus siglas en inglés) contaba que la Gran Muralla Verde solo había cubierto el 4 % del área planificada, con solo 4 millones de hectáreas plantadas. Etiopía ha tenido el mayor éxito, con 5,5 millardos de brotes de árboles plantados, pero Chad solo ha plantado 1,1 millones. También se plantearon dudas sobre la tasa de supervivencia de los 12 millones de árboles plantados en Senegal.
En enero de 2021, el proyecto recibió impulso en la cumbre Un Planeta, donde sus socios prometieron 14 300 millones de dólares para lanzar el Acelerador de la Gran Muralla Verde, cuyo objetivo es facilitar la colaboración y la coordinación entre los donantes y las partes interesadas involucradas en 11 países. En septiembre de 2021, la Agencia Francesa de Desarrollo estimó que se han restaurado 20 millones de hectáreas y se han creado 350 000 puestos de trabajo. Según la segunda edición de Perspectivas mundiales del terreno (Global Land Outlook, publicada por la UNCCD en abril de 2022, a ejemplo de otras publicaciones de este tipo como Perspectivas de la Economía Mundial o Perspectiva energética mundial), una de las razones por las que el proyecto ha experimentado problemas en su puesta en práctica es el riesgo político asociado con la inversión en naciones más frágiles, así como el hecho de que muchos «proyectos de la Gran Muralla Verde generan rendimientos económicos bajos en comparación con los importantes beneficios ambientales y sociales, que a menudo tienen poco o ningún valor de mercado». Además, los donantes internacionales parecen estar a favor de invertir en naciones más estables, eligiendo qué proyectos financiarán y dejando atrás a las naciones con gobiernos menos estables.

### Australia
Sundrop Farms inauguró un invernadero en 2016 para producir 15 000 toneladas de tomates utilizando solo suelo del desierto y agua desalinizada canalizada desde el golfo de Spencer.